# Красный цвет

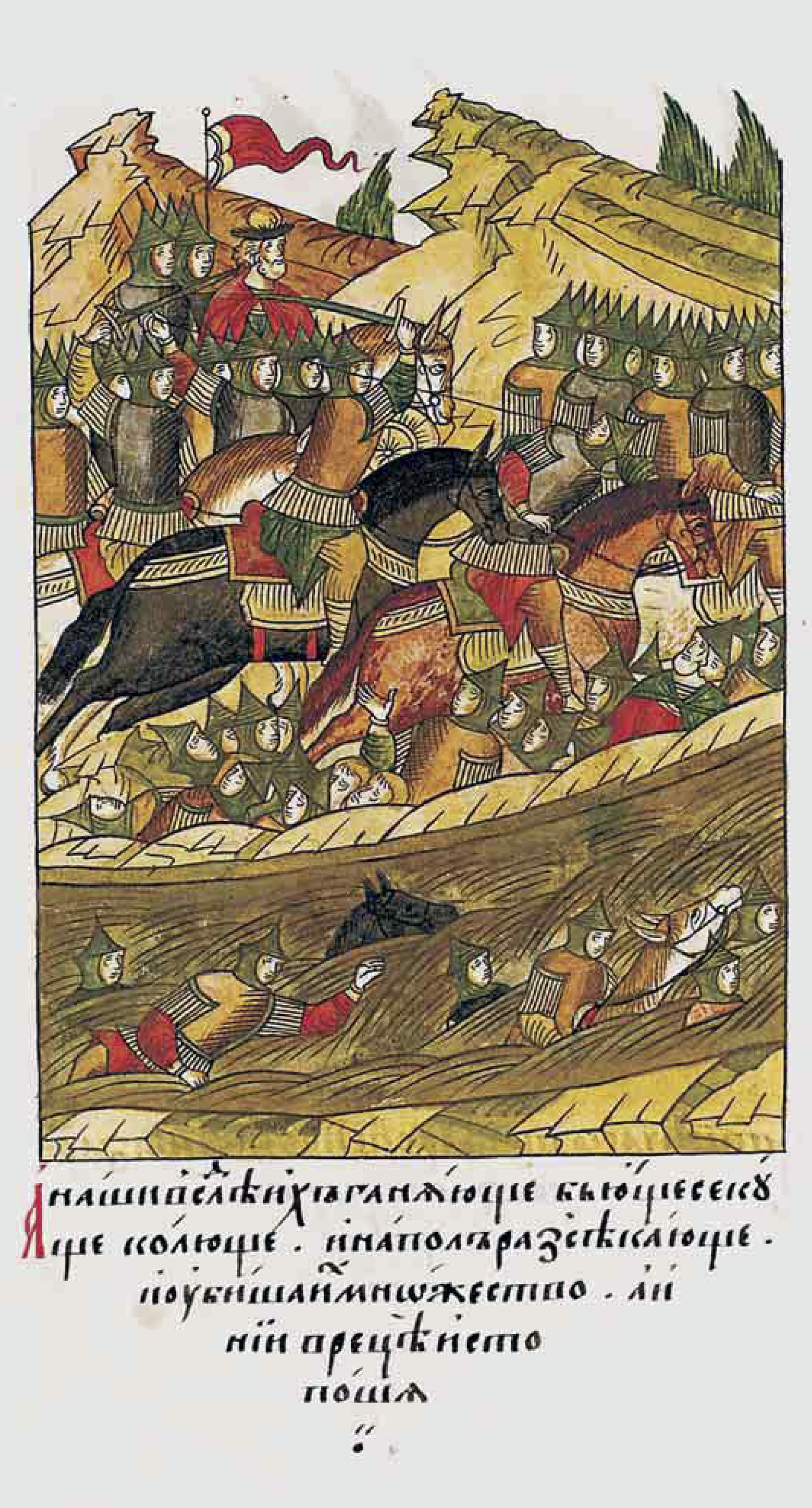
Битва на Воже в 1378 году, миниатюра из Лицевого летописного свода XVI столетия

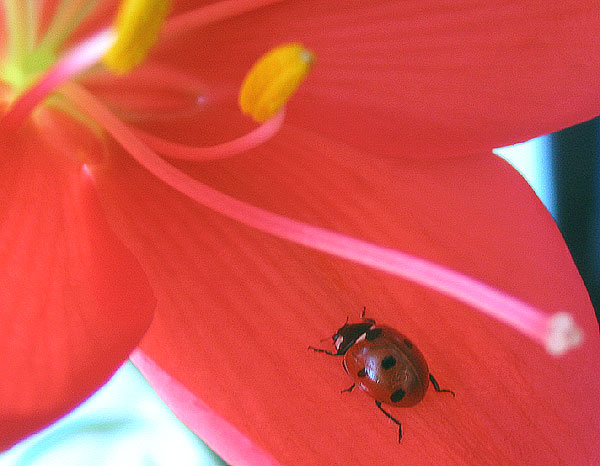
Божья коровка на цветке гиппеаструма

Кра́сный (родственно ст.‑слав. красьнъ ‘красивый, прекрасный’), также червлёный, червонный, пунцовый, алый, багряный, багровый, рдяный (устар.) — область цветов в длинноволновой части видимого спектра, соответствует минимальным частотам электромагнитного излучения, воспринимаемого человеческим глазом. 
Диапазон красных цветов в спектре часто определяют длинами волн 630—760 нанометров, что соответствует частотам 476—394 терагерц. Длинноволновая граница восприятия зависит от возраста человека. Один из трёх основных цветов в системе RGB, дополнительный к нему цвет — циан.
На Руси (в России) верили в целебное значение красного цвета как символа солнца, повязки из красных лент, заруги или ниток принадлежали к числу самых распространенных амулетов. Прилагательное «красный» в цветовом значении из славянских языков свойственно только русскому. В первоначальном значении встречается лишь во фразеологических оборотах типа: «долг платежом красен», «ради красного словца», «красная цена», «красна девица», «на миру и смерть красна». В старорусском языке для обозначения красного цвета использовали слово «червлёный» (по названию личинки насекомого «червеца», из которого приготовляли красную краску). Это слово можно отыскать в Русской Синодальной Библии в названии Чермного (Красного) моря. По наблюдению французского историка Мишеля Пастуро, красный ассоциировался с огнём, цветом жизни, кровью (источник жизни).

## Природные красители ипигменты
Помимо красного цвета, наблюдаемого в радуге (вызванной разложением солнечного света на спектральные составляющие), люди издавна использовали природные красные красители и пигменты:
- Красный цвет — один из оттенков крови, обусловлен гемоглобином.
- Ализарин — краситель из растения марена.
- Кармин — природный краситель, добываемый из насекомых.
- Сандал — красная краска (но существует и «синий сандал»).
- Вульфенит
- Гематит — железный минерал Fe2O3, его название происходит от греческого слова «кровь».
- Мумии — природные железоокисные пигменты (корень слова тот же, что для слов мумия и мумиё):
  - Бокситная мумия
  - Глинистая мумия
  - Железноокисная мумия
- Красная охра — цвет этого искусственного пигмента также обусловлен оксидами железа.
- Реальгар
- Киноварь — сульфидный минерал, HgS.
- Свинцовый сурик

Маковое поле
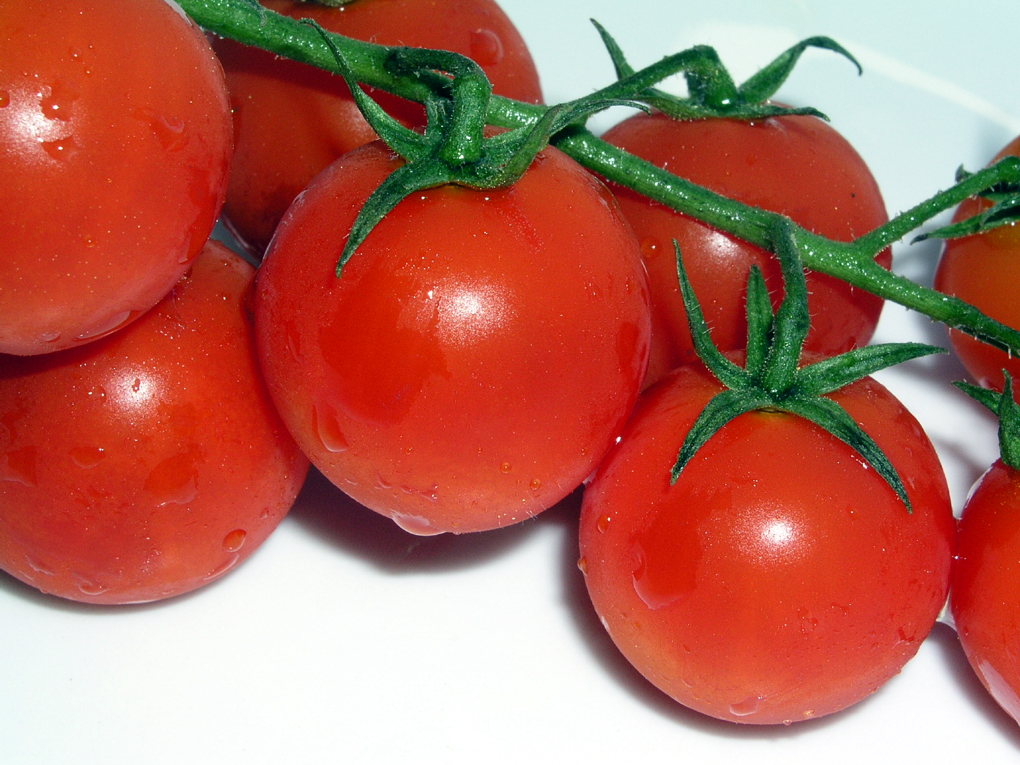
Помидор
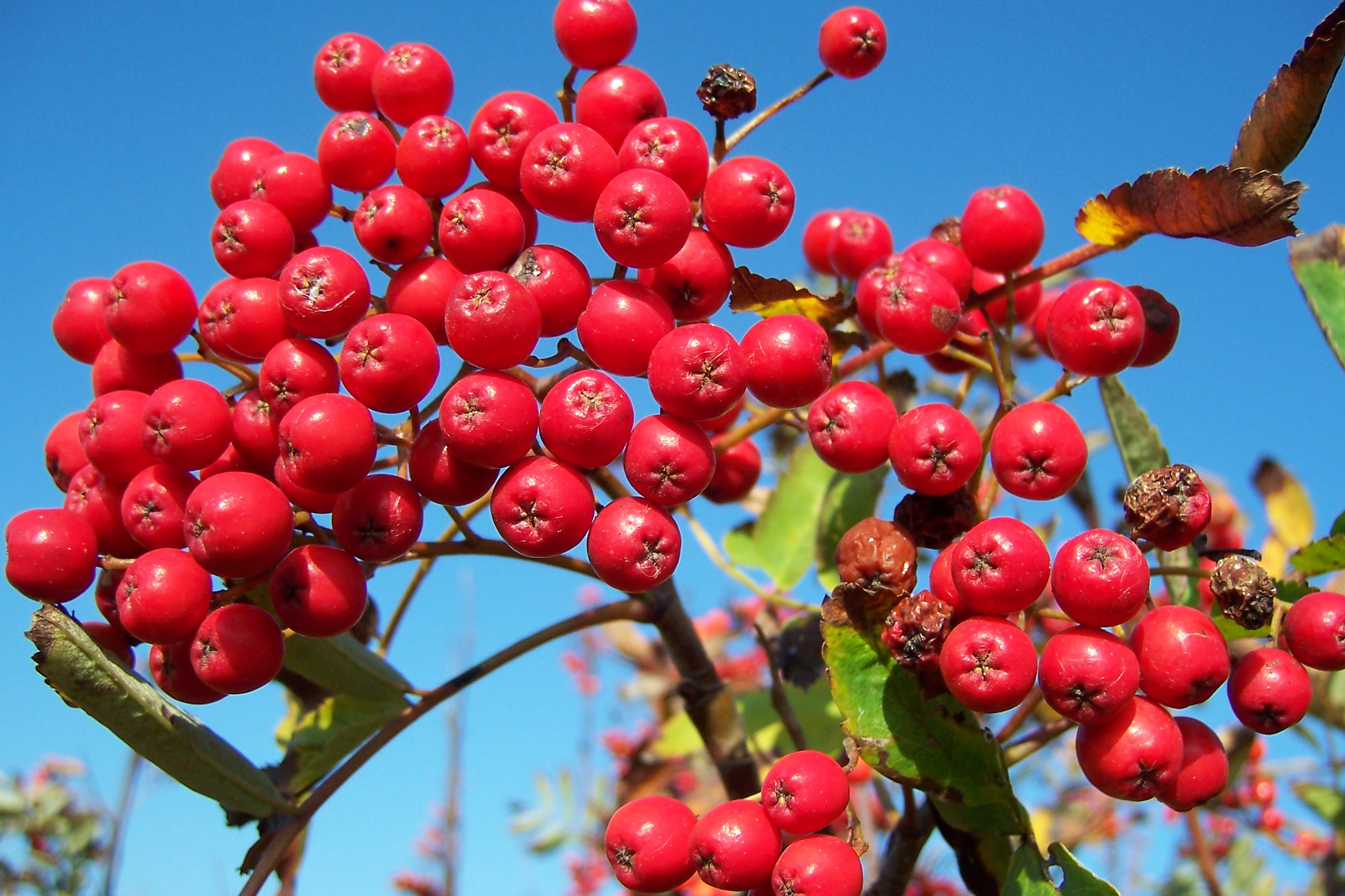
Рябина
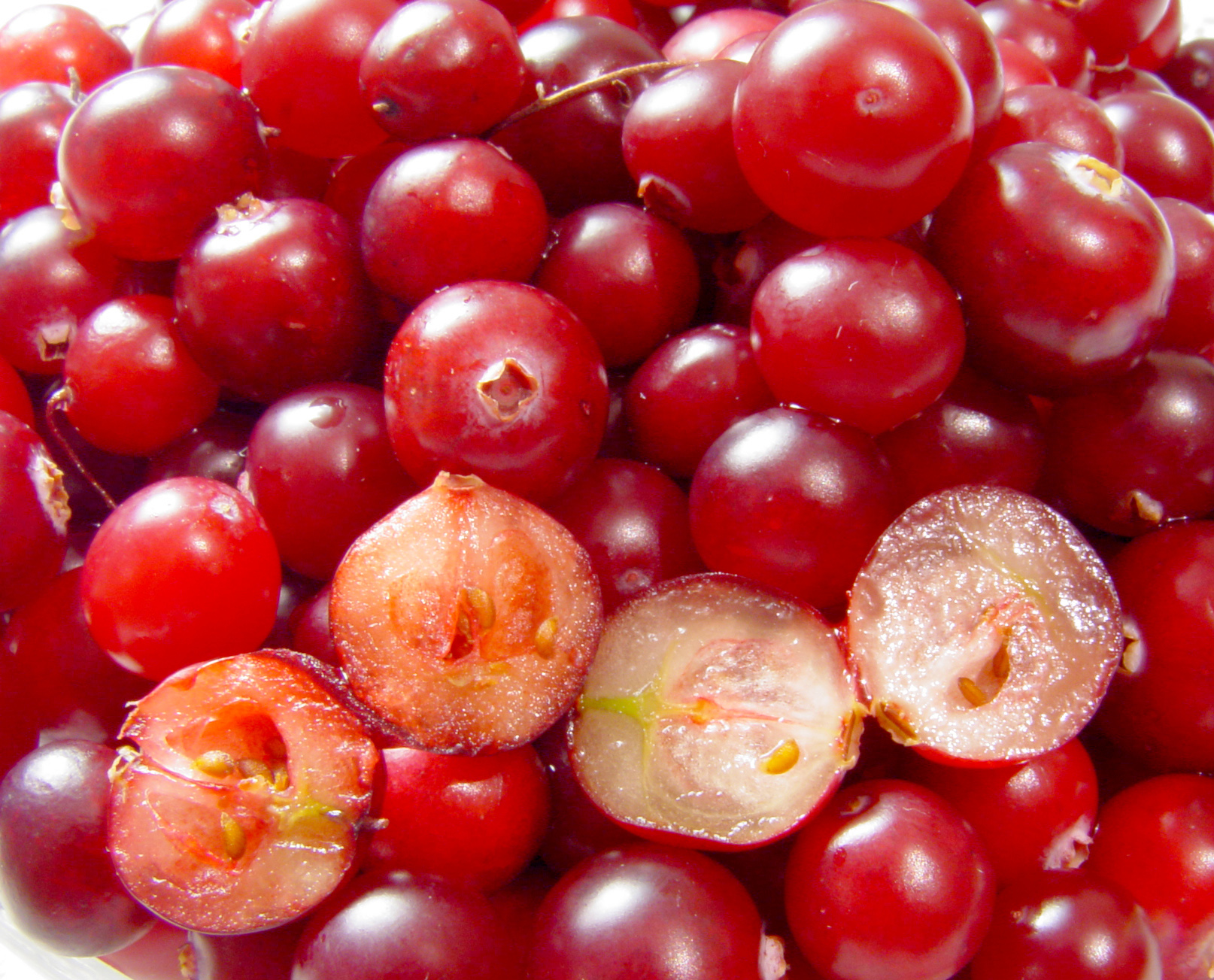
Клюква
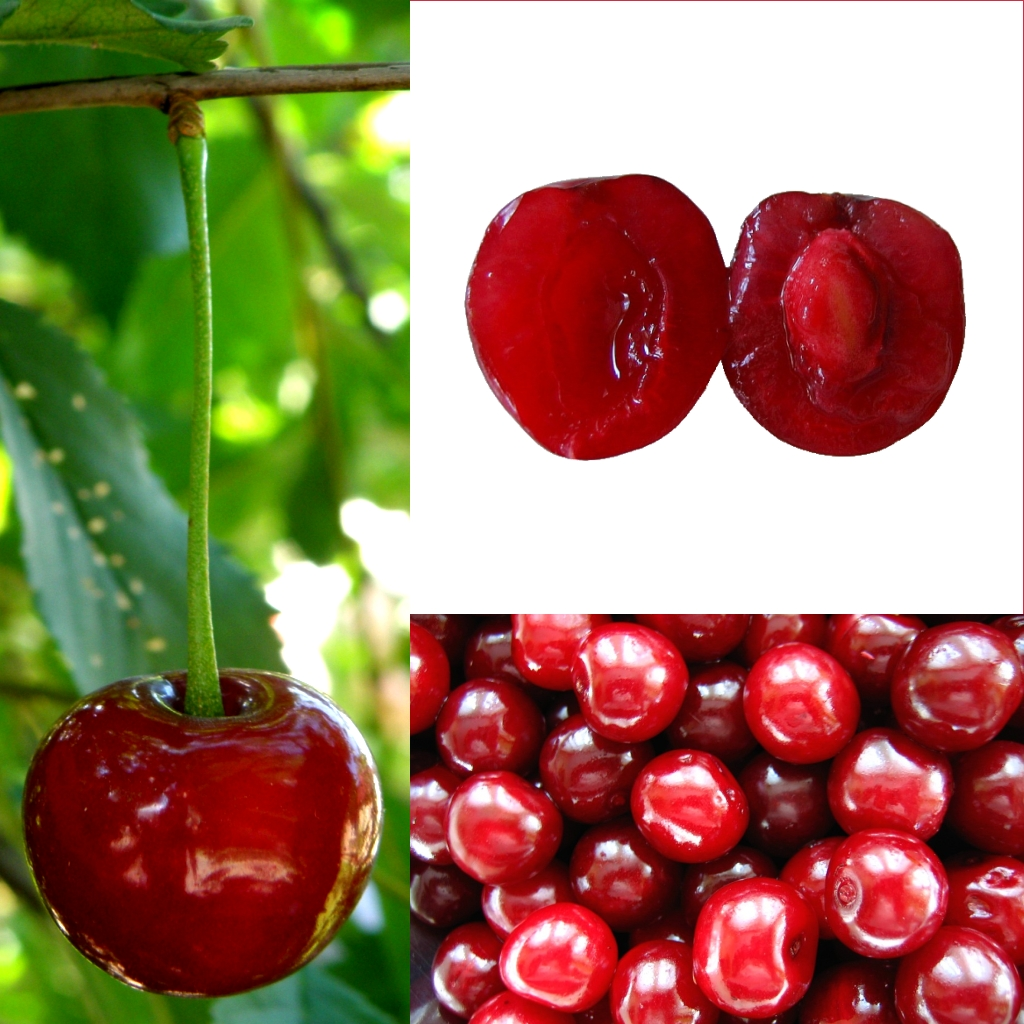
Вишня
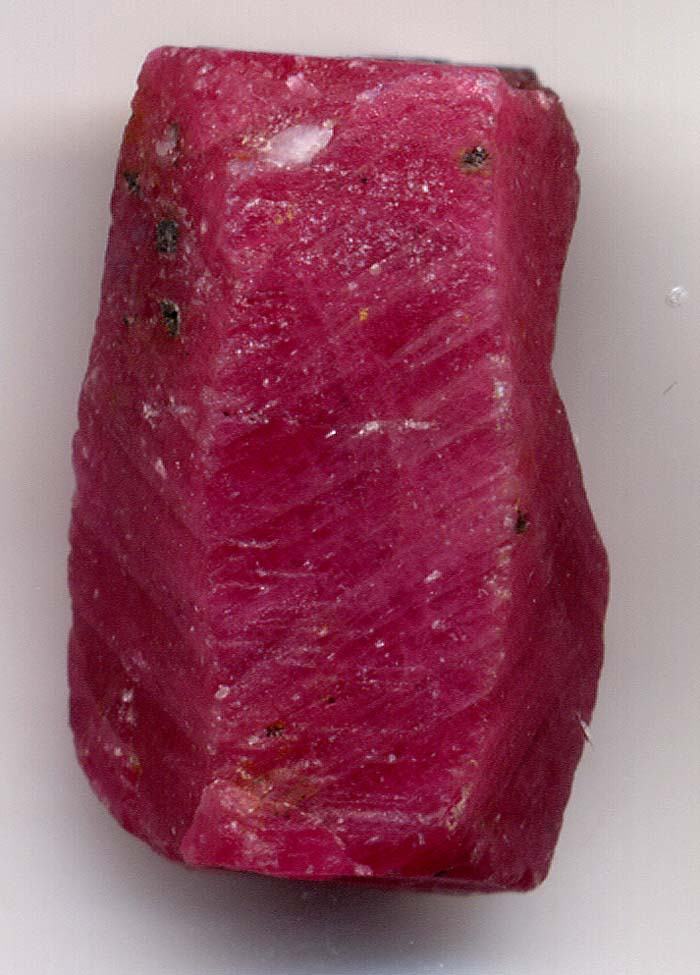
Рубин
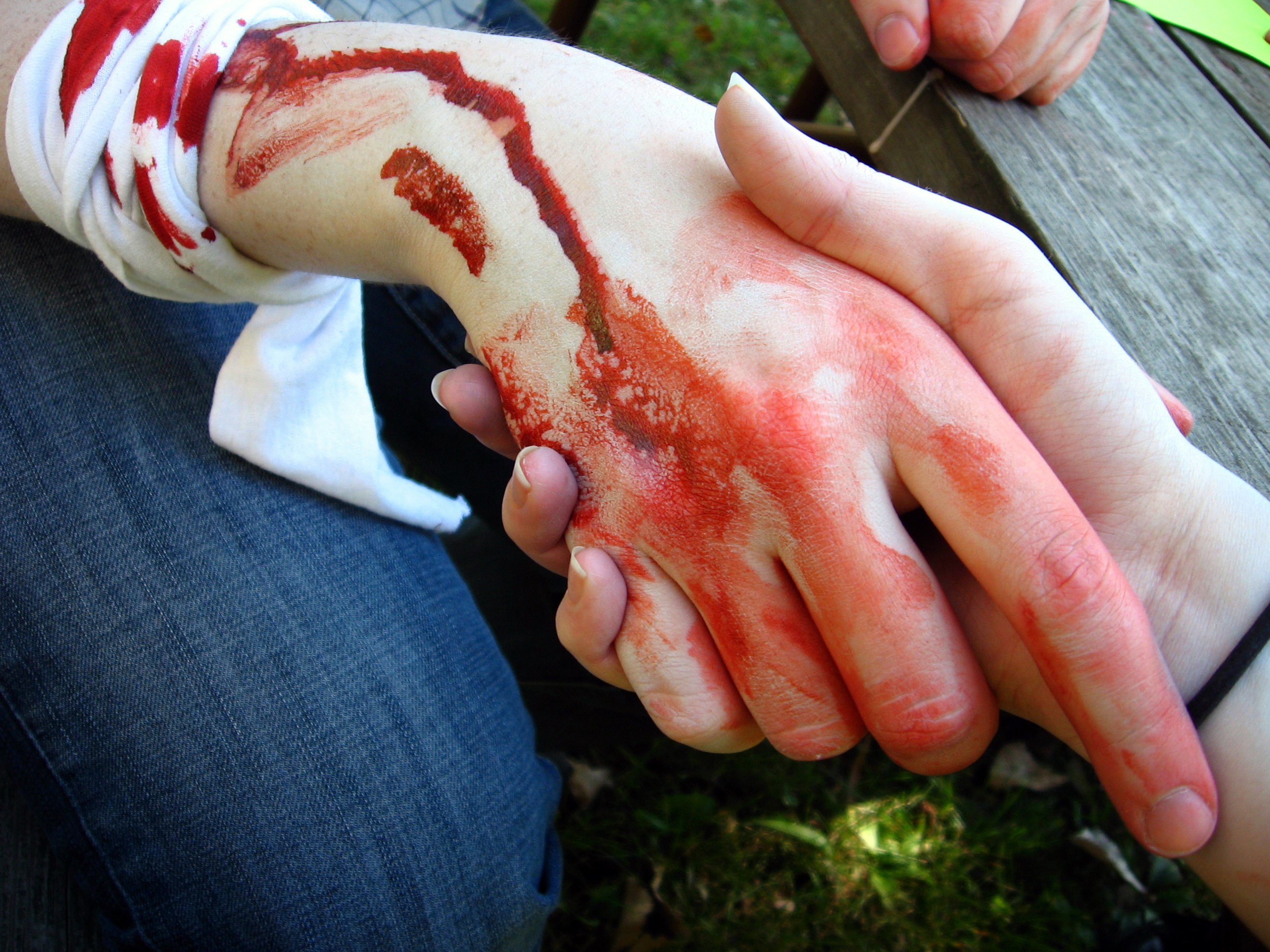
Кровь

## Оттенки
- Алый - самый яркий оттенок красного, чуть-чуть оранжевый.
- Розовый — лёгкий, ненасыщенный красный, цвет маргаритки
- Кармин - оттенок красного, назван в честь одноимённого красителя кармин.
- Бордо
- Кардинал
- Багровый или багряный
- Ализариновый (крап, краплак)
- Бордоского вина — красно-фиолетовый.
- Брусьяный — красный, багряный, цвета брусники.
- Вермильон (вермильоновый) — ярко-алый с оранжевым оттенком, от французского названия такого цвета vermillion.
- Гуляфный — красный, цвета спелых ягод шиповника.
- Иудина дерева — ярко-розовый. Иудино дерево, или церцис, согласно преданию, является тем самым деревом, на котором повесился Иуда, после того как предал Христа. Это дерево цветёт ярко-розовыми цветами.
- Кошенилевый — ярко-красный, слегка малиновый.
- Куропаткины глаза — светло-красный цвет.
- Магово-гуляфный — красно-розовый.
- Маджента — ярко-красный, между красным и фиолетовым.
- Мареновый — окрашенный краской из растения марены, корень которого внутри красно-жёлтого цвета.
- Маргаритковый цвет — ярко-пунцовый.
- Маркизы Помпадур — сложный оттенок розового.
- Массака́ — тёмно-красный с синим отливом или густо-лиловый цвет[10].
- Мов — розовато-лиловый.
- Огненный — цвет огня в горящем городе, похож на цвет давленой брусники.
- Накаратовый — оттенок красного, «жаркий».
- Оброщеный — багряный.
- Пюсовый — красно-бурый, коричневый оттенок красного, (от фр. puce — «блоха»).
- Рдяный — красный, алый. Рдеть — гореть, воспаляться, краснеть, ярко алеть.
- Вишнёвый (серизовый).
- Сольферино — один из оттенков красного цвета — ярко-красный, ярко-розовый либо с лиловым оттенком. Название появилось после битвы при Сольферино в 1859 году во время австро-итало-французской войны.

## В науке и природе

### Видимость красного цвета
Человеческий глаз видит красный цвет, когда он смотрит на свет с длиной волны приблизительно от 625 до 740 нанометров. Этот цвет является основным в цветовой модели RGB, и свет, выходящий за пределы этого диапазона, называется инфракрасным и не может быть замечен человеческими глазами, хотя может ощущаться как тепло.
Люди могут различать весь спектр цветов, но многие виды млекопитающих, такие как собаки и крупный рогатый скот, обладают дихроматическим зрением, что означает, что они могут видеть синий и жёлтый, но не могут различать красный и зелёный (оба видны как серый). Быки, например, не видят красный цвет плаща тореадора, но реагируют на движение плаща.
Красный свет используется для адаптации ночного видения в условиях низкой освещённости или в ночное время, поскольку стержневые клетки человеческого глаза нечувствительны к красному цвету.
Красное освещение используется в фотолабораториях для проявки и печатания фотографий.

## Психология восприятия
Карл фон Фриш в монографии «Из жизни пчёл» обращал внимание, что пчёлы (как и большинство насекомых, за исключением бабочек) не воспринимают красный цвет, в отличие от птиц.
Красный цвет считается стимулирующим, как часто пишут, «способствует активности, дружелюбию, уверенности; в больших количествах вызывает гнев и ярость. Даёт уверенность в себе, готовность к действию, способствует заявлению о силе и возможностях».
В Университете Лидса доказали, что цвет имеет непосредственное влияние на человека. Красное освещение способно ускорить сердцебиение и повысить кровяное давление.
У многих народов красный цвет связан с угрозой, опасностью, страстью и вожделением. Исследования показали, что красный цвет влияет на сексуальное поведение, способность к физическим нагрузкам, а также на успешность выполнения тестов. Так, испытуемые, у которых на бланках для сдачи теста была красная отметка (и это было единственным отличием), показывали значительно худший результат, чем те, у кого эта метка была зелёной или чёрной. Аналогичным был результат, когда испытуемым предложили тестовые задания в папках с обложками красного, зелёного и белого цветов. Ряд экспериментов также показал, что спортсмены в красной форме чаще выигрывают, правда, точная причина не ясна — красный цвет влиял на всех участников соревнования, включая судей. По некоторым данным, зрительный контакт с этим цветом влияет на восприятие привлекательности: испытуемые сочли женщину, сфотографированную на красном фоне, более сексуально привлекательной, чем её же, но сфотографированную на белом.

## Техника, полиграфия, промышленность

Красный сигнал светофора

STOP — красный как сигнал опасности

- Красный как сигнальный цвет — признак опасности, запрета действия, движения (светофор) и другое.
- Маркер «СТОП», цвет соответствующих кнопок.
- Красным цветом отмечают баллоны с горючими газами — пропаном, метаном.
- Символ «Горячо» — например для кранов горячей воды.
- Цвет пожарной охраны, пожарного оборудования.

### Стандарты
- Для светофора
- Рубиновый лазер
- Светодиодный лазер

### Пищевые красители E**
- Понсо красный
- Амарант

### Природные эталоны[прояснить]ипигменты
- Рубин
- Кошениль
- Киноварь
- Эмиссионный спектр излучения ионов стронция и лития
- Коралл

## Ассоциации и символы

### В религии
- В римской мифологии красный как цвет крови ассоциируется с богом войны Марсом.
- «Красная вера» — распространённое в монголоязычном мире обозначение школ тибетского буддизма линии Кагью, в противовес «жёлтой» школе Гелуг.
- Красный — символ жертвенной крови Христа и мучеников[19], а также величия и царственности. Из Лиц Пресвятой Троицы красный цвет соответствует Богу-Отцу: Бог есть огонь «поядающий», который открылся Моисею в огне Неопалимой Купины. Красный также являлся символом крови Христовой, искупляющей грехи человечества.
- Красный в православии — цвет Пасхи, Светлого Христова Воскресения — главного православного праздника. Начало Пасхи православные священники встречают в белых облачениях в знак воссиявшего из Гроба Воскресшего Спасителя. Во время службы священство переодевается в красные одеяния, и вся праздничная служба, а за ней и службы сорока пасхальных дней служатся в красном. И красная пелена лежит в алтаре на престоле все сорок пасхальных дней. В данном случае красный цвет одежд священства знаменует торжество любви Бога к роду человеческому.
- Красная горка — народное название Антипасхи — второго воскресения после Пасхи. Другое название — Фомино воскресение, так как в этот день православная церковь вспоминает апостола Фому.
- Красный — в христианстве цвет дракона-дьявола, «великой блудницы», огонь ада (Апокалипсис).
- Красный цвет в индобуддийской схеме мироздания ассоциируется с западом, закатом; в библейской же традиции красный — символ юга. Библейское «Красное море» — то же самое, что и «Южное море». Также в Китае красный цвет ассоциируется с югом.
- Красный (в сочетании с чёрным) ассоциируется с сатанизмом.
- Титул второго по значимости иерарха буддийской школы Карма Кагью — Шамарпа — означает «красношапочник». Первый же иерарх, — Кармапа, — носит чёрную шапку.
- Католические кардиналы носят красные сутану, пояс, мантию, биретту[20].

### В политике
- Красный с древних времён считался цветом власти: порфирородный, то есть облачённый в порфиру, верхнюю одежду государей красного цвета.
- В Московском царстве красный был государственным, регальным цветом: под красным стягом Иван Грозный брал Казань в 1552 году. С красным знаменем нижегородское ополчение во главе с князем Дмитрием Пожарским освобождало Кремль от польских оккупантов.
- Красный флаг и цвет приобрели устойчивое значение символа революционной борьбы, социализма, коммунизма и вообще левых политических движений после Великой французской революции, Революция 1848 года во Франции и особенно Парижской коммуны (1871). 17 июля 1791 года генерал Лафайет, командующий Национальной гвардией, поднял красный флаг в Париже в знак объявления военного положения и призыва к бунтовщикам разойтись. В качестве основного цвета для флага социалистического государства красный цвет использовали (или используют) СССР, КНР, Вьетнам, Камбоджа (1975—1989). Считается, что в качестве символа рабочего движения красный флаг впервые использовался во время волнений в Мертир-Тидвиле (Южный Уэльс), которые имели место в 1831 году. Тогда протестующие пропитали свои флаги телячьей кровью[21].
- Красная Армия — название армии Советского Союза до 1946 года, когда она была переименована в Советскую Армию. Военно-морской флот СССР по аналогии носил в эти годы неофициальное название Красный Флот.
- Одним из самых распространённых символов анархизма и левого антифашизма является красно-чёрный флаг.

### В культуре, искусстве и этнографии
- Красная площадь — главная площадь Москвы, столицы России. (См. также Красная площадь в других городах.)
- Красный угол — у восточных славян наиболее почётное место в избе, домашний алтарь, в котором находились иконы и стоял стол.
- Красный цвет в европейских культурах — символ свободы[22], мужества и отваги.
- Красный цвет — символ радости и праздника у очень многих народов.
- В средневековой Европе и в современной Индии до сих пор невесты на свадьбе одеваются в красные платья.
- «Красная книга» — книга об исчезающих видах животных, растений и грибов: книга, задачей которой является «привлечь внимание общественности», поэтому красный цвет — единственный, выполняющий данную задачу.
- «Красный крест» — международное движение бескорыстной и срочной медицинской помощи выбрало этот цвет как видимый издалека, цвет, максимально привлекающий внимание.
- Красные ворота — первая триумфальная арка в России, построенная по приказу Петра I в честь победы над шведами в 1709 г. под Полтавой. Находилась в районе нынешней станции метро «Красные ворота». В 1928 году арка была снесена при расширении Садового кольца. Однако площадь, на которой она находилась, и по сей день называется «площадью Красных ворот».
- Планета Марс — «красная планета». Красители марс красный и марс коричневый своим названием также обязаны основному компоненту — красным, оранжевым и бурым оксидам железа.
- Улан-Батор (монг. красный богатырь) — столица Монголии.
- В инкской узелковой письменности кипу красный цвет обозначал войну; собственное войско, а также собственные потери на войне[23]. На нитях археологических кипу встречается довольно редко.
- Красное окно — так на Руси называлось большое окно деревянного дома. Другое название — косящатое окно. Делалось из 4 брусьев — косяков, в них вставляли оконницу и заполняли слюдой, рыбьим пузырём, стеклом.
- В японской культуре считается, красный цвет имеет целебные свойства, распространены красные амулеты, призванные защитить от болезней, такие как акабэко.
- В Китае, Индии и многих других странах Азии красный цвет символизирует счастье и удачу[24].

### Прочие литературно-культурные ассоциации

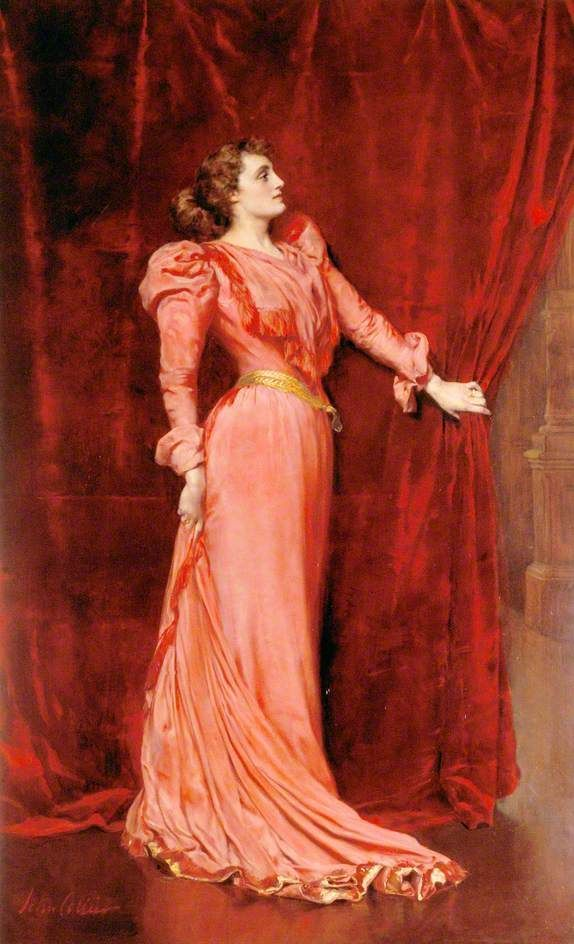
Джон Кольер «Красный»

- Цвет любви, а также цвет ярости в западной культуре. В буддийской тантрической традиции — цвет страсти.
- Красный фонарь — условный знак в кварталах домов терпимости.
- Красная нить — основная связующая идея текста, выступления.
- Красная строка — отступ перед абзацем. «Начать с красной строки» — в переносном смысле означает начать всё сначала.
- Красные каблуки — символ знатного происхождения и высокого общественного положения.
- Красные лета — лучшие годы, молодые годы.
- Красные похороны — говорили, когда муж жену хоронил.
- Алые паруса — символ мечты (из романа А. Грина «Алые паруса»).
- Красна девица — красавица, молодая незамужняя девушка, персонаж русских народных сказок, песен. Иногда так говорят о застенчивом, робком, нерешительном молодом человеке.

### В вексиллологии
- Красный цвет на государственном флаге Мозамбика символизирует борьбу за независимость, на некоторых других флагах — кровь, пролитую в борьбе за свободу. Красный цвет является наиболее часто используемым, на двух третях государственных флагов присутствуют элементы красного цвета[25].

### Транспорт
- Красный цвет имеют трамваи МТВ, КТМ/КТП-2, Татра Т3, Tatra T6B5 и некоторые современные модели.
- Красная стрела — фирменный скорый поезд, курсирующий по маршруту Москва — Санкт-Петербург — Москва.

## Населённые пункты
- Красный Цвет — деревня в Москаленском районе Омской области.